# Pirokatechina
Pirokatechina, o-dihydroksybenzen – organiczny związek chemiczny z grupy polifenoli, w którym dwie grupy hydroksylowe są przyłączone do pierścienia benzenowego w pozycji orto. Dobrze rozpuszcza się w wodzie, dając roztwory o odczynie kwaśnym. Ma własności redukujące.
Jest stosowana w fotografii jako wywoływacz, jako inhibitor reakcji rodnikowych, ponadto jako środek dezynfekcyjny oraz w analizie chemicznej.
Pirokatechina działa drażniąco na układ oddechowy i skórę. Przy zatruciu powoduje zawroty głowy, znużenie i w końcu śpiączkę. Wchłania się przez drogi oddechowe, po spożyciu i przez skórę.
Z pirokatechiny wywodzą się katecholaminy, ważne neuroprzekaźniki.